# Mullsjö IF
Mullsjö idrottsförening är en fotbollsförening i Mullsjö kommun och spelar sina hemmamatcher på Gruveredsvallen. Mullsjö IF är även den största föreningen i Mullsjö kommun sett till antalet medlemmar. Mullsjö IF grundades 1919.

## Seniorlag

### Herrar
Inför säsongen 2021 spelar herrseniorlaget i div 4.

#### Statistik herrar
| Namn                     | Matcher | Mål |
| ------------------------ | ------- | --- |
| Tommy Gustafsson         | 350     | 15  |
| Rickard Söderberg        | 285     | 17  |
| Jan Strömberg            | 239     | 10  |
| Alexander Sagen Karlsson | 236     | 72  |
| Peter Laveno             | 232     | 96  |
| Torbjörn Melker          | 223     | 54  |
| Joakim Gustafsson        | 218     | 44  |
| Glenn Levin Karlsson     | 217     | 34  |
| Rickard Gustafsson       | 212     | 45  |
| Dan Forsberg             | 211     | 0   |
| Jimmy Lindberg           | 209     | 173 |
| Per Wernald              | 207     | 34  |
| Tord Karlsson            | 207     | 12  |

| Namn                     | Mål | Matcher |
| ------------------------ | --- | ------- |
| Jimmy Lindberg           | 173 | 209     |
| Christer Fredriksson     | 99  | 146     |
| Peter Laveno             | 96  | 146     |
| Alexander Sagen Karlsson | 72  | 236     |
| Simon Melin              | 59  | 102     |
| Fredrik Elf              | 58  | 64      |
| Torbjörn Melker          | 54  | 223     |
| Niklas Thell             | 54  | 172     |
| Leif Johansson           | 51  | 113     |

### Damer
Inför säsongen 2021 spelar damseniorerna i div 4.

#### Statistik damer
| Namn                      | Matcher | Mål |
| ------------------------- | ------- | --- |
| Fanny Landh               | 50      | 11  |
| Annie Friberg             | 38      | 5   |
| Lovisa Axell              | 38      | 2   |
| Emmy Gustavson            | 34      | 12  |
| Linnea Klasson            | 33      | 0   |
| Maja Andersson            | 31      | 2   |
| Ida Johansson             | 30      | 1   |
| Anna-Sara Landh           | 28      | 4   |
| Louise Söderberg          | 27      | 0   |
| Josefine Bock             | 24      | 0   |
| Mir Petersen              | 24      | 0   |
| Amelie Söderberg Knutsson | 22      | 0   |
| Hanna Vik                 | 21      | 8   |
| Julia Forsberg            | 20      | 6   |

| Namn                 | Mål | Matcher |
| -------------------- | --- | ------- |
| Emmy Gustavson       | 12  | 34      |
| Fanny Landh          | 11  | 50      |
| Jamina Fransson      | 10  | 19      |
| Matilda Utterberg    | 8   | 13      |
| Hanna Vik            | 8   | 21      |
| Nicolina De Salareff | 7   | 13      |
| Elise Färlind        | 6   | 8       |
| Jula Forsberg        | 6   | 20      |
| Annie Friberg        | 5   | 38      |